# Littera scripta (časopis)
Littera Scripta  (ekonomika, podnikové finance, finance a oceňování) je v současné podobě multidisciplinárním časopisem, který vydává Vysoká škola technická a ekonomická v Českých Budějovicích. Littera Scripta si klade za cíl vytvořit dostatečný prostor pro publikační činnosti a současně širokou platformu pro výměnu nápadů, zkušeností a získávání nových znalostí z výzkumu a tvůrčí práce. V roce 2014 se časopis začal více zaměřovat na sociální vědy, zejména na ekonomiku podnikání a veřejný sektor, správu věcí veřejných, management, marketing, lingvistiku, pedagogiku, vzdělávání a historii. V roce 2019 bylo zaměření časopisu omezeno / změněno na aplikace v oblasti ekonomiky, podnikového financování, financí a oceňování. Littera Scripta klade důraz na mezinárodní zapojení autorů z celého světa.
Časopis je v současné době indexován na seznamu recenzovaných neimpaktovaných časopisů publikovaných v České republice, v CEJSH, v EZB a v ERIH PLUS.

## Tematické okruhy
1. ekonomika
2. podnikové finance
3. finance a oceňování